# Delegazione per l'adozione di una lingua ausiliaria internazionale
La Delegazione per l'adozione di una lingua ausiliaria internazionale fu fondata il 17 gennaio 1901 dal matematico francese Leopold Leau per trovare soluzione ai problemi di comunicazione esistenti tra le diverse nazioni del pianeta.
Nel 1907 ricevette l'adesione di 310 società appartenenti a tutti i paesi del mondo, nonché l'approvazione di 1250 membri di accademie e professori di università.
Elesse un Comitato internazionale di linguisti e scienziati che, dopo aver esaminato ogni progetto di lingua universale, adottò, nell'ottobre 1907, un sistema riformato e semplificato dell'esperanto, presentato con lo pseudonimo di ido.
Il comitato era composto dal linguista danese Professor Otto Jespersen, il matematico e filosofo francese Louis Couturat e numerosi altri esperti, tra cui anche Louis de Beaufront; il creatore della grammatica dell'Ido.